# 송도해안산책로
송도해안산책로는 송도해수욕장과 암남공원을 연결하는 길이 800m, 폭 1m의 산책로로, 편도로 20분 정도 소요된다.
산책로를 걸으며 수많은 배들이 닻을 내린 아름다운 송도 연안과 1억 년 전 퇴적암으로 형성된 암남공원의 절경을 함께 감상할 수 있어 좋다. 또한 남해안 수평선 너머를 조망할 수 있는 세 군데의 전망대, 흔들다리, 산책로 아래의 낚시터 등이 산재해 있어 해안산책로는 암남공원을 찾는 이들에게 대표적인 관광명소로 자리매김하고 있다.